# Claes Alströmer
Claes Alströmer, även Clas, född 9 augusti 1736 i Alingsås, död 5 mars 1794 på Gåsevadholms slott i Tölö socken i Hallands län, var en svensk friherre, industriman och mecenat, son till Jonas Alströmer.

## Biografi
Alströmer studerade vid Uppsala universitet naturalhistoria, kemi och ekonomi under Carl von Linné, Valerius och Berch, och fick redan vid 18 års ålder överta lanthushållningen vid familjens egendomar Berga, Nolhaga och arrendegården Höjentorp med schäferier. I syfte att studera den spanska ullkulturen reste han 1760 till Spanien och besökte på hemvägen Italien, Frankrike, Tyskland, Nederländerna och England. Han återkom 1764 till Sverige. Där hade han redan år 1761 blivit utnämnd till kommissarie i Kommerskollegium med uppgift att ansvara för tillsynen av den svenska schäferistaten. Efter att denna tjänst dragits in år 1765 stannade Alströmer kvar några år i Stockholm och höll 1770 såsom preses i Vetenskapsakademien sitt berömda tal Om den finulliga fårracen, vilket översattes till flera europeiska språk. Under sin resa hade han fört många viktiga anteckningar över främmande länders lantbruk och industri, men hann till största delen aldrig utarbeta dessa observationer. Utöver detta hade han samlat in en stor mängd naturföremål för museet i Alingsås, och sänt betydande samlingar av örter, fiskar, snäckor med mera till Linné. För att visa sin tacksamhet gav Linné det sydamerikanska växtsläktet Alstroemeria namn efter Alströmer.

År 1770 flyttade Alströmer till Göteborg, där han ingick bolag med sin svärfar, den rike köpmannen Niclas Sahlgren, direktör vid Ostindiska kompaniet, som genom hans äktenskap med Sara Catharina Sahlgren var hans svärfar, och utvecklade en betydande verksamhet. Förutom att de skötte ett av de största handelskontoren i Sverige, med tillhörande bergverk och lantegendomar, så främjade de också allmännyttiga och vetenskapliga företag. Den så kallade alströmerska vägen vid sjön Aspen, (I Lerums kommun) mellan Alingsås och Göteborg, är ett minne av Alströmers verksamhet. Alströmer satsade även stora summor på att införskaffa jordbruksredskap, modeller, boskap och nyttiga växter från utlandet. Hans stödde även flera svenska vetenskapsmän, såsom Torbern Bergman, Adam Afzelius, Carl Peter Thunberg, med flera.
Alströmer besökte år 1773 Paris med sin maka och svägerska, och tog därifrån med sig intryck som gjorde att paret vid sin återkomst blev ledande i den uppmärksammade amatörteater som hölls hos familjerna Alströmer och Hall 1775–76. Dessa var till viss mening offentliga, hölls inför en publik av stadens societet och kulturpersonligheter och rescenserades i offentlig press.
På sitt halländska gods Gåsevadholms slott (i nuvarande Kungsbacka kommun) anlade han ett betydande naturaliekabinett, och byggde även upp ett kabinett av fysikaliska instrument och modeller, jämte ett betydande bibliotek. Efter svärfaderns död blev brodern Patrick Alströmer hans bolagsman, men bolaget måste sedermera upplösas till följd av en misslyckad handelsexpedition till Förenta staterna. År 1785 flyttade Alströmer till Gåsevadholm, där tillbringade sin sista tid. Han utnämndes 1770 först till assessor i Kommerskollegium och sedan till protokollssekreterare i Justitierevisionen, men fick snart kansliråds avsked. Han blev 1768 ledamot av Vetenskapsakademien och upphöjdes till friherre. Han var också, tillsammans med sin maka Sara Catharina Sahlgren, ledamot i Kungliga Vetenskaps- och Vitterhetssamhället i Göteborg.